# Melanippe (figlia di Eolo)
Melanippe (in lingua greca Μελανίππη Melanìppē) detta anche Arne o Arnea, nella mitologia greca era la figlia di Eolo (il figlio di Elleno e re della Tessaglia) e della profetessa Ippe. 

## Mitologia
Eolo, figlio di Elleno e nipote di Zeus, riuscì a sedurre la profetessa Ippe, figlia di Chirone. Dalla loro unione nacque la bellissima Melanippe che fu sedotta da Poseidone (che per averla si trasformò in toro). Dalla loro unione adultera nacquero i due gemelli Eolo e Beoto. 
Per evitare che Eolo (il padre di Melanippe) li uccidesse, Melanippe si accordò con la sua nutrice per abbandonarli in una stalla, dove i gemelli furono allattati da una giovenca e difesi da un toro.
Ritornato il sovrano, i pastori gli esposero il fatto, ritenendo che i gemelli fossero il parto mostruoso delle due bestie ed il re, d'accordo con il padre Elleno, decise di bruciare i bambini ed ordinò a sua figlia Melanippe di ornare i neonati con vestiti da lutto, ma lei però, in un estremo tentativo di salvarli e vestitasi anch'essa a lutto, pronunciò un discorso ardente a loro favore. Non riuscendoci infine rivelò la verità al padre, che, pur salvando i bambini, la punì accecandola e dandola come schiava a Metaponto, il re d'Icaria (o un re d'Italia). In seguito Teano, moglie di Metaponto, pressata da marito che voleva un erede, temendo di essere sterile, adottò i gemelli Eolo e Beoto, facendoli passare per propri figli.
Giunti all'età adulta, la regina Teano, gelosa dei gemelli divini e desiderando donare il regno di Metaponto ai propri fratelli o, secondo un'altra versione,  ai suoi due veri figli nati in un secondo tempo, impose loro di uccidere i gemelli, fingendo un incidente durante una battuta di caccia. Eolo e Beoto però furono avvisati dal padre Poseidone e riuscirono a sopraffare i loro assalitori. Teano, vistasi scoperta da Eolo e Beoto, disperata si uccise. Melanippe, salvata dai figli su indicazione di Poseidone, riacquistò la vista grazie al dio e sposò Metaponto, mentre i gemelli colonizzarono l'uno le isole Eolie che da lui presero il nome, l'altro la Beozia.

## Tragedia di Euripide
Il tragediografo Euripide compose una tragedia: la Melanippe prigioniera, ora perduta e conosciuta solo da frammenti papiracei.